# Compsapoderus dimidiatus
Compsapoderus dimidiatus is een keversoort uit de familie bladrolkevers (Attelabidae). De wetenschappelijke naam van de soort werd in 1890 gepubliceerd door Faust.